# Marvīl
Marvīl (persiska: مَرويل, مرویل) är en ort i Iran.   Den ligger i provinsen Hamadan, i den nordvästra delen av landet, 290 km sydväst om huvudstaden Teheran. Marvīl ligger 1 809 meter över havet och antalet invånare är 392.
Terrängen runt Marvīl är huvudsakligen kuperad, men den allra närmaste omgivningen är platt.Runt Marvīl är det ganska tätbefolkat, med 104 invånare per kvadratkilometer. Närmaste större samhälle är Malāyer, 15,4 km norr om Marvīl. Trakten runt Marvīl består i huvudsak av gräsmarker.